# مارتسکیه
مارتسکیه (به لاتین: Mareckie) یک روستا در لهستان است که در گمینا گرایوو واقع شده‌است.